# Кировский сельсовет (Локтевский район)
Кировский сельсовет — муниципальное образование со статусом сельского поселения и административно-территориальное образование в Локтевском районе Алтайского края России. Административный центр — посёлок Кировский.

## Демография
По результатам Всероссийской переписи населения 2010 года, численность населения муниципального образования составила 1149 человек, в том числе 539 мужчин и 610 женщин. Оценка Росстата на 1 января 2012 года — 1098 человек.

## Населённые пункты
В состав сельского поселения входит 3 населённых пункта:
- посёлок Кировский,
- посёлок Мирный,
- посёлок Степной.